# Cecropia polystachya
Cecropia polystachya é uma planta dioica do género das embaúbas, também conhecida como sambaíba-do-norte ou embaúba-da-mata. De porte relativamente pequeno, é uma árvore originária do Brasil e das Guianas. As folhas são palmadas e segmentadas (até nove segmentos) e podem ser usadas como lixa para polir madeira. Desenvolvem os receptáculos até ficarem carnosos e comestíveis, com um sabor doce semelhante ao do figo, e a partir dos quais se podem confeccionar doces. Os frutos são elipsóides e oblongos.
Na Bolívia, tem, popularmente, a função de barómetro. Diz o ditado popular que se a embaúba branquear e as formigas saírem (aumentarem a sua atividade), choverá no espaço de três dias. A expressão "branquear" refere-se ao facto de que, por vezes, as folhas da árvore fecham-se, expondo apenas a página inferior, esbranquiçada e escondendo a página superior, verde-escura - de modo que a ávore parece mudar de cor.

## Sinonímia botânica
↑ A planta é ainda designada pelos nomes científicos:
- Cecropia scabra, Ruiz ex Klotzsch
- Cecropia ruiziana Klotzsch
- Cecropia pinnatiloba Klotzsch
- Cecropia klotzschiana Miq.
- Cecropia francisci Snethlage
- Cecropia francisci Snethlage